# Giro del Trentino 1963
Il Giro del Trentino 1963, seconda edizione della corsa, si svolse il 22 giugno 1963 su un percorso di 222 km. La vittoria fu appannaggio dell'italiano Guido De Rosso, che completò il percorso in 6h17'30", precedendo i connazionali Franco Cribiori ed Ercole Baldini.

## Ordine d'arrivo (Top 10)
| Pos. | Corridore           | Squadra              | Tempo    |
| ---- | ------------------- | -------------------- | -------- |
| 1    | Guido De Rosso      | Molteni              | 6h17'30" |
| 2    | Franco Cribiori     | Gazzola              | s.t.     |
| 3    | Ercole Baldini      | Cynar                | s.t.     |
| 4    | Romeo Venturelli    | San Pellegrino-Firte | a 6'05"  |
| 5    | Italo Mazzacurati   | Cynar                | s.t.     |
| 6    | Giuseppe Fallarini  | Molteni              | s.t.     |
| 7    | Imerio Massignan    | Legnano              | s.t.     |
| 8    | Gabriele Giusti     | Salvarani            | s.t.     |
| 9    | Giovanni Bettinelli | Cite                 | s.t.     |
| 10   | Carlo Chiappano     | Legnano              | s.t.     |